# Talia al Ghul
Talia al Ghul  é uma personagem fictícia do Universo DC filha do supervilão Ra's Al Ghul e par romântico do Batman. Ela às vezes usa uma grafia anglicizada de seu nome, Talia Head como derivado do nome paterno.
Ela apareceu pela primeira vez em Detective Comics # 411 (maio 1971). Seu papel como par romântico de Batman é recorrente. Seu pai, líder de um império mundial do crime, considera o guardião de Gotham City o único homem digno de casar com Talia e herdar sua posição. Batman não possui interesse em comandar o império criminoso, mas ele tem interesse em Talia.
Ela é uma personagem complexa, não exatamente heroína ou vilã, mas uma anti-heroína. Ela cometeu sim atos criminosos, no entanto, eram geralmente oriundos da lealdade para com seu pai e não para benefício pessoal. Ela salvou a vida de Batman ou o ajudou em muitas ocasiões, não raro salvando-lhe a vida. Recentemente ela auxiliou o herói nos eventos que resultaram na queda de Lex Luthor.
Na lista dos 100 maiores vilões de todos os tempos elaborada pela IGN, Talia está ranqueada na #42 posição.

## Biografia

### Resumo
Descendente de chineses, europeus e árabes, foi numa graphic novel de 1992 que os leitores descobriram como Ra's al Ghul conheceu Melisande, mãe de Talia e mulher com ascendência sino-árabe em Woodstock. Segundo consta, a mãe de Talia morreu devido a uma overdose. Todo esse enredo remete e complementa o exposto em outra graphic novel intitulada de 1987, onde descobriu-se que a mãe de Talia foi assassinada por Qayin, um antigo servo de Ra's al Ghul.
Quando jovem, Ra's levou sua filha aos mais variados recantos do mundo e como resultado Talia al Ghul tornou-se especialista no combate corpo a corpo e hábil no manuseio dos mais variados tipos de armas, de espadas a revólveres, auxiliando ainda seu pai na condução das diferentes organizações por ele controladas.

### Batman
O primeiro encontro entre Talia e Batman foi mostrado na história "Into the Den of the Death-Dealers!" escrita por Denny O'Neil e publicada em Detective Comics #411 (maio 1971) . Na trama, ela foi resgatada por Batman das mãos do Dr. Darkk, apresentado como o líder da Liga dos Assassinos.  Por fim foi revelado que a Liga é na verdade parte da extensa organização criminosa de Ra's al Ghul, O Cabeça do Demônio, e que Darkk aparentemente se rebelara contra Ra's após falhar em uma missão e receber uma sentença de morte por conta de seu fracasso. Ao final da história ela atirou em Darkk para salvar a vida de Batman.
Com o passar dos anos muitas razões levaram a crer que o incidente envolvendo o Dr. Darkk foi um teste para avaliar a capacidade e as reações de Batman. Senão vejamos:
- Ra's al Ghul, e não o Dr. Darkk, é o verdadeiro líder da Liga dos Assassinos.
- Os membros da Liga dos Assassinos são fanáticos prontos para morrer ante uma mera ordem de Ra's al Ghul ou Talia.
- Talia sempre foi relutante quanto a usar armas e a cometer assassinatos, características que seriam insistentemente trabalhadas nas futuras caracterizações da personagem conforme o caso.
- A morte do Dr. Darkk foi algo mais do que convincente para impedir que Ra's al Ghul perdesse o controle da Liga dos Assassinos ante o avanço de inimigos internos.

A história "Into the Den of the Death-Dealers!" gerou uma continuação intitulada "A Filha do Demônio" publicada em Batman #232 (junho 1971). Idealizada por Denny O'Neil e Neal Adams, é considerada até hoje como um dos clássicos da cronologia do homem-morcego em especial pela participação de Ra's al Ghul.  Em "A Filha do Demônio", Dick Grayson (Robin) é seqüestrado. Então Ra's al Ghul surge na Batcaverna e revela conhecer a identidade secreta de Batman ao tempo em que revela que, assim como o menino-prodígio, sua filha também foi seqüestrada. Diante disso, Batman soma esforços com Ra's à procura de Dick e Talia; no fim foi revelado que Talia está apaixonada por Batman e que seu sequestro foi, na verdade, um ardil de Ra's al Ghul visando avaliar se  Batman estaria apto a casar-se com Talia e comandar seu império. Contudo Batman rejeita os planos do vilão e vai embora sem corresponder aos sentimentos de Talia.
Desde então os encontros entre Talia e Batman tornaram-se mais frequentes ainda que a relação dos mesmos viva sob a constante dicotomia entre a lealdade de Talia para com seu pai e seu amor por Batman. Há de se observar, porém, que Talia mostrou-se uma importante aliada de Batman em momentos cruciais da vida do herói, como por exemplo quando eles se encontraram em Mônaco e ela o encorajou a retornar a Gotham City após a cidade ter sido declarada Terra de Ninguém de modo a recompor seu espírito de luta, salvar a cidade e, nas palavras de Talia, recuperar "aquilio que o tornava forte e valoroso", o que o fazia valer para ela.

### O Filho do Demônio
Na graphic novel Filho do Demônio, Ra's al Ghul consegue a ajuda de Batman na caçada aos responsáveis pela morte de sua esposa e ao longo da trama ocorre o casamento entre Bruce Wayne e Talia que logo engravida. Porém o enlace sofreu um sério revés quando Batman foi gravemente ferido ao proteger sua esposa e seu filho do ataque de um grupo de assassinos profissionais. Passado o susto, Talia conclui que se permanecer ao lado de Batman ele sempre será forçado a defendê-la e com isso ficar à mercê de seus inimigos. Ela então simula um aborto e a seguir põe fim ao seu casamento.
Todavia a gestação de Talia seguiu sem sobressaltos e ela deu à luz uma criança que foi deixada num orfanato, ganhou pais adotivos e recebeu o nome de Ibn al Xu'ffasch, ou "O Filho do Morcego" em árabe. Em algumas novas histórias, Talia revela o nome do seu filho como Damian Wayne. A única pista a respeito da identidade de seus pais biológicos é uma correntinha posta ao redor do pescoço da criança que foi presenteada à sua mãe por Batman quando ela anunciou que o casal teria um filho.
Infelizmente nem mesmo a boa repercussão da trama impediu que ela fosse posta à margem da cronologia oficial de Batman pela cúpula da DC Comics, mas nem por isso os editores ignoraram por completo a existência "não oficial" do filho do morcego, cuja presença se faz mais assídua em Elseworlds como: O Reino do Amanhã e Hipertempo, sem mencionar a Irmandade do Morcego. Dependendo do enfoque o herdeiro de Batman e Talia é apresentado ora como infante, ora como adulto.

### Bane
Na minissérie Batman: Bane do Demônio (março-junho 1998), Talia teve um breve noivado com Bane, "o homem que quebrou o Batman" em A Queda do Morcego, considerado por Ra's o novo par ideal para sua filha.  Entretanto logo ela rejeitou tal compromisso, embora seu pai insistisse no fato de que ela realmente se casaria com seu escolhido, porém uma nova vitória de Batman sobre Bane pôs fim a mais uma encenação de Ra's visando unir em matrimônio o defensor de Gotham City e Talia. Melindrado pela situação em que fora envolvido Bane jurou vingança contra Ra's al Ghul.

### LexCorp
Após auxiliar seu pai uma última vez quando este nocauteou a Liga da Justiça, Talia sentiu-se culpada por perverter as estratégias de seu amado em favor de seu pai e com isso o deixou para assumir em seguida  a presidência da LexCorp quando Lex Luthor tornou-se Presidente dos Estados Unidos. Em seu novo posto ela deu segmento a algumas estratégias de seu antecessor, entretanto sem que ele soubesse (pois estava obcecado em destruir o Superman) Talia não se furtava a ajudar Batman quando se fazia preciso e chegou inclusive a transferir todos os recursos da Lexcorp à Fundação Wayne, o que a tornou diretamente responsável pela queda de Luthor.

### A Morte e As Donzelas
Em A Morte e As Donzelas foi revelado que, durante suas viagens pela Rússia no século XVIII Ra's al Ghul teve um romance e em razão disso teve uma outra filha chamada Nyssa, abandonada pelo pai durante o período mais difícil de sua vida quando foi torturada e viu toda a sua família ser morta num campo de concentração durante o Holocausto. Jurando vingança, Nyssa planejou minuciosamente o uso de toda a sua riqueza e dos demais recursos que dispunha para assassinar seu pai e nesse ínterim seqüestrou e fez uma lavagem cerebral em sua irmã de modo a converter Talia em uma arma capaz de matar Ra's. Nyssa também planejou o assassinato do Superman após roubar os projéteis de kryptonita guardados na Batcaverna.
Bem-sucedido ao impedir o assassínio do Homem de Aço, Batman não pôde impedir a morte de Ra's nas mãos de Nyssa Raatko, na verdade um intrincado plano do vilão engendrado para saber se suas filhas estariam aptas a sucedê-lo. Com a morte de Ra's al Ghul as irmãs foram aclamadas como as novas "Cabeças do Demônio", comandantes-em-chefe da organização criada por seu pai sendo que Talia renegou todo o seu amor por Bruce Wayne em razão de sucessivas torturas infligidas a ela por Nyssa em pessoa. Desse modo o guardião de Gotham City passou a ser odiado por toda a descendência de seu inimigo, embora ainda hoje persista uma dúvida quanto à nova atitude de Talia: ela agiu por vontade própria ou estava sob o controle da irmã?

## A Sociedade
No especial Contagem Regressiva para Crise Infinita foi revelado que Talia integrava o alto escalão da Sociedade Secreta dos Supervilões ao lado de personagens como Alexander Luthor Jr. (disfarçado como Lex Luthor, o ancestral inimigo do Superman), Adão Negro, Dr. Psycho, Exterminador e Calculador. Em determinado momento Nyssa revela à Cassandra Cain, até então a nova Batgirl, que a participação de sua irmã nessa cabala é parte de uma estratégia que a permita tomar o controle do planeta e assim permear o mundo com seus ideais de paz e igualdade. Tais planos foram frustrados tanto pela derrota de Nyssa quanto da Sociedade.

## "One Year Later"
Com a aparente morte de Nyssa pelas mãos de Cassandra Cain a liderança da organização de Ra's al Ghul coube a ela e Talia, aclamada como a nova "Cabeça do Demônio".
Recentemente o filho de Batman e Talia apresentado em "O Filho do Demônio" foi reinserido na cronologia oficial da DC Comics na história "Batman & Filho" escrita por Grant Morrison na qual a criança não foi abandonada pela mãe nem entregue à guarda de pais adotivos. Sua chegada representa um desafio à conduta de Bruce Wayne ante a nova situação da paternidade e a relação que o jovem Damian manterá com Tim Drake.

## Outras mídias

### Animações
Ela aparece nas seguintes animações: Son of Batman, Batman Bad Blood (dublada por Morena Baccarin), e Batman vs. Robin, como um dos cadáveres que Damian mata na visão de Bruce.
Talia também apareceu nos desenhos animados do homem-morcego, tanto em Batman A Série Animada quanto em Batman do Futuro, onde foi revelado que Ra's al Ghul transferiu sua mente para o corpo da filha "assassinando-a" durante o processo.

### Televisão
Talia Al Ghul aparece na série de tv Legends of Tomorrow, no episódio Left Behind, interpretada por Milli Wilkinson. A atriz Lexa Doig foi contratada para interpretar a personagem na quinta temporada da série Arrow.

### Cinema
A personagem não aparece em Batman Begins, mas é citada durante a trama. No filme Batman The Dark Knight Rises, a personagem Miranda Tate, interpretada por Marion Cotillard, se revela como Talia, a filha de Ra's Al Ghul, que nasceu no poço e escapou quando criança.

### Videogames
Na série de jogos Arkham, Talia apenas aparece em Batman: Arkham City, onde desempenha papel principal no enredo do jogo.